# 洪水はわが魂に及び
『洪水はわが魂に及び』（こうずいはわがたましいにおよび）は日本の小説家・大江健三郎の純文学長編小説。1973年に新潮社より「純文学書下ろし特別作品」として出版された。第26回野間文芸賞受賞。

## 概要
- 本作は、新潮社の「純文学書き下ろし特別作品」として上下二巻で函入りで出版されているが、その函には以下の著者のメッセージが記されている。

「僕は六◯年代後半から、七◯年代初めにかけてこの小説を書いた。現実に深くからみとられている僕が、あらためてこの時代を想像力的に生き直す。それがすなわち小説を書くことなのであった。いまや「大洪水」が目前にせまっているという声は、一般的となっている。その時、想像力的に生きなおす、ということは現実的な意味があるであろう。　著者」
「僕は遠方からおしよせる「大洪水」の水音を、ふたつの世代の人間の想像力のうちに、またかれらの行為と実存のうちに、共震する響きをつうじてとらえようとした。その、しだいに増大するコダマは、ついに全的なカタストロフィを構成せざるをえない。しかもなおそれを生き延びる、人間の赤裸な意志の光において、僕は「大洪水」を照らしだすことを望んだのである。　著者」
- 本作の表題は旧約聖書の詩篇〈神よねがはくは我をすくひたまへ　大水ながれきたりて我がたましひにまでおよべり 〉に拠っている。結末を書きながら作家が連想していたのは旧約聖書ヨナ書の 〈ヨナ魚の腹の中よりその神エホバに祈禱て　曰けるはわれ患難の中よりエホバを呼びしに彼われにこたへたまへり 〉だという[1]。

- 1990年代半ばの「大江健三郎小説」（新潮社）の刊行時、その販促用のパンフレットにおいて、大江は自作解説として「私は、この世界の終り、という強い予感にとりつかれていたのだった。『洪水はわが魂に及び』は、ひとつの悲劇として、『ピンチランナー調書』は、喜劇として、しかしそれぞれに迫ってくる緊張感の中で書いた」と回想している[2]。

- 本作は、息子の大江光の存在から影響を受けた作品群の一つである。主人公の大木勇魚の息子のジンは、鳥の声を聞き分ける事が出来、鳥の声を聴くと「─センダイムシクイ、ですよ。」などと鳥の名を当てて父親に報告する。これは大江光の幼少時の実際の行動をとって作品に活かしている。

## あらすじ
大木勇魚は息子で知的障害のある幼児ジンと共に、社会から逃避し、東京郊外の核避難所跡に籠もり、瞑想によって「樹木の魂」「鯨の魂」と交感して暮らしている。
勇魚は「自由航海団」の若者たちに出会う。「自由航海団」は、来たるカタストロフにそなえた集団訓練を行う、社会にうまく適応できなかった夢想的な少年たちである。
あるきっかけから「自由航海団」メムバーの女の子、伊奈子とジンは心を通わせるようになる。勇魚は「自由航海団」リーダーの喬木と「鯨の木」について話をする。勇魚と「自由航海団」は徐々に打ち解けていく。
勇魚が、妻の父である保守系の大物政治家「怪」(け)の個人秘書であった時に犯した罪を「自由航海団」のメムバーに打ち明けたことで、彼らから信頼されて仲間となる。勇魚は「自由航海団」における「言葉の専門家」として『カラマーゾフの兄弟』の講読を行い、少年らを教育する。
「自由航海団」は、自分たちの情報をマスメディアに売ったカメラマン、縮む男を尋問中に殺害してしまう。「自由航海団」の存在が公になると、核避難所は機動隊に包囲されて銃撃戦へと発展する。
勇魚はジン、ドクター、伊奈子、喬木を核避難所から脱出させ、多麻吉と共に最後まで篭城を続ける。
その中で勇魚は、自らが自認する樹木や鯨の代理人とは僭称に過ぎず、それらを殺さんと謀る人々と同じ側の人間であった事を悟る。そして機動隊の放水によって水で満たされる核避難所の中で「樹木の魂」と「鯨の魂」に最後の挨拶を送る。「すべてよし！」

## 「自由航海団」の主要メムバー
- 喬木 - 自由航海団のリーダー。メムバーの中では比較的冷静な方の人物。最後に伊奈子とジンと共に機動隊に投降する。
- ボオイ - 直情径行型の人物。自由航海団の拠点を解体する人夫をブルドーザーで攻撃し、撲殺される。
- 伊奈子 - 性的に奔放な性格。ジンのお守り役。
- 縮む男 - 自分は縮みつつあると妄想する人物。メムバーの写真を雑誌社に売り込んだ廉でリンチを受けて死ぬ。
- 赤面 - あだ名はすぐに顔が赤くなることから。最後にダイナマイトで自爆して死亡。
- 多麻吉 - 自由航海団のサブリーダー的存在。性格は激しい。最後までシェルターに勇魚と共に籠る。
- 無線技士 - あだ名の通りの役割。シェルターの上のアンテナを直そうと屋上に出るも機動隊に射殺される。
- ドクター - あだ名の通りの役割。ジンの水疱瘡を治療したり、催涙弾で負傷した眼の治療を担う。

## 評価
大岡昇平は野間文芸賞の選評としてこう述べている。「「『洪水はわが魂に及び 』を推します。題材に一貫性があり、溢れ出る想像力によって統制された世界を現出しています。文体に延びがあり、小説を読む楽しさを感じました。一作ごとに現代的なテーマを選び、全力投球する作者の姿勢に敬意を感じました。『万延元年のフットボール 』以来六年振りで、新しい価値を創造したので、授賞にふさわしいと思います」蛇足をつけ加えれば、「祈り」がこの度の作品に現われた新しい要素であり、「ジン」というアラビヤンナイト的な名前を持った小児の聖性が、作品全体になんともいえない神秘の光をみなぎらせているのに魅惑された。」

## 出版
- 『洪水はわが魂に及び』(新潮文庫)
  - 上巻、ISBN 4-10-112612-7,
  - 下巻、ISBN 4-10-112613-5